# 身心靈
身心靈是一個概念，主要指身體、心理、靈性三方面的整合。
這個概念常見於宗教（如佛教、基督教）、新紀元運動、替代醫學、自然醫學、心理學、輔導學、精神醫學、社會工作、身心醫學以及醫治身心性疾病中。